# XXx: Return of Xander Cage
xXx: Return of Xander Cage (en alguns països xXx: Reactivated) és una pel·lícula d'acció estatunidenca del 2017 dirigida per D. J. Caruso i escrita per F. Scott Frazier. La protagonitzen Vin Diesel, Donnie Yen, Deepika Padukone, Kris Wu, Ruby Rose, Tony Jaa, Nina Dobrev, Toni Collette i Samuel L. Jackson. És la tercera pel·lícula de la franquícia xXx, i una seqüela de XXX (2002) i xXx: State of the Union (2005). S'ha subtitulat al català.
A diferència de les pel·lícules anteriors, distribuïdes per Columbia Pictures, aquesta pel·lícula la va publicar Paramount Pictures, el 20 de gener del 2017 en 2D, RealD 3D i IMAX 3D. Era la primera pel·lícula produïda per Revolution Studios en deu anys, des de The Water Horse: Legend of the Deep (2007). Els crítics la van valorar diversament, però va recaptar més de 346 milions de dòlars en tot el món davant d'unes despeses de 85 milions, de manera que va ser la pel·lícula amb més èxit de la franquícia i d'entre les de Revolution Studios.

## Argument
Mentre l'agent de la NSA Augustus Gibbons intenta reclutar el jugador de futbol Neymar Jr. pel programa xXx, un satèl·lit s'estavella al Brasil i els mata a tots dos. Poc després, un equip de quatre individus entrenats dirigits per Xiang s'infiltren en una oficina molt ben vigilada que té la CIA a Nova York i s'enduen la "caixa de Pandora", un aparell capaç de fer que els satèl·lits s'estavellin a llocs determinats com si fossin míssils. L'agent de la CIA Jane Marke localitza Xander Cage, antic membre de xXx que havia fingit la seva mort (al curt The Final Chapter: The Death of Xander Cage) i ha estat vivint en un exili autoimposat a la República Dominicana, i el convenç de tornar al servei actiu per recuperar l'aparell.
Cage, després d'allistar com a ajudant Ainsley, una vella amiga, localitza els atacants a les Filipines. Malgrat rebre una unitat de les forces especials dirigida per Paul Donovan per ajudar-lo, ell prefereix el seu propi equip, format per la franctiradora Adele Wolff, DJ Harvard "Nicks" Zhou i el conductor de fugides Tennyson "The Torch". També els ajuda Becky Clearidge, una especialista en armes molt introvertida. L'equip troba Xiang i els seus companys Serena, Talon i Hawk, i Cage parla amb Xiang en una discoteca subterrània d'una illa apartada, on Xiang revela que tot el seu equip forma part del programa xXx, i que els havia reclutat Gibbons. Afirma haver robat la caixa de Pandora per evitar que l'utilitzin malament, encara que Serena pensa que l'haurien de destruir.
Poc després, uns soldats russos ataquen l'illa, però el grup aconsegueix rebutjar-los. Mentestant, Xiang s'escapa amb la caixa de Pandora fins que Xander Cage l'intercepta i el persegueix fins a una platja. Llavors Serena traeix Xiang i destrueix la caixa i s'uneix a l'equip de Cage, mentre Xiang s'escapa i es retroba amb Talon i Hawk. Després d'un altre satèl·lit estavellat, a Rússia, Marke arriba a la conclusió que l'aparell destruït per Serena només era un prototip, i que tots dos equips han estat perdent el temps, mentre que Cage dedueix que el director de la CIA, Anderson, està involucrat en la conspiració i que té la caixa de Pandora real.
L'equip de Cage i el de Xiang, seguint el senyal únic de la caixa de Pandora, corren per trobar Anderson els primers, a Detroit. Cage i Xiang primer es barallen però després es protegeixen l'un a l'altre dels homes d'Anderson. Cage s'enfronta a Anderson, que admet haver fet caure el satèl·lit que va matar Gibbons. Llavors Wolff dispara a Anderson i el mata. La CIA deté Xiang per intentar encolomar-li l'atac a Rússia, i aconsegueix la caixa. Tornant al quarter general, Marke anuncia que el programa xXx s'ha cancel·lat i dispara a Cage per quedar-se la caixa. Aleshores envia un grup d'assassins per eliminar la resta, que són en un magatzem de la NSA esperant que els rescatin. Ells uneixen forces per repel·lir els atacants i reben l'ajuda d'un altre antic membre de xXx, Darius Stone.
Xander Cage sobreviu gràcies a una armilla antibales que Becky li havia donat abans i s'uneix a Xiang per lluitar contra Donovan i els seus homes, mentre Marke utilitza la caixa per fer que un satèl·lit comenci a caure en picat cap al magatzem on els equips estan lluitant. Cage expulsa Donovan de l'avió on són, mentre Xiang fa caure Marke al buit i llavors es llença en paracaigudes amb la caixa. Becky, malgrat els intents d'aturar el senyal, no pot evitar que el satèl·lit segueixi caient. En un últim intent de protegir els equips, Cage estavella l'avió contra el satèl·lit que està caient abans que arribi al magatzem, i salta sense paracaigudes, però aterra sa i estalvi utilitzant la càrrega de l'avió. Xiang dona l'aparell a Cage, que decideix destruir-lo.
L'equip assisteix al funeral de Gibbons, on s'apropa a Cage el mateix Gibbons, que havia fingit la seva mort i ara està reconstruint el programa xXx pel seu compte, començant per Neymar com a primer recluta. Gibbons felicita Cage per la feina ben feta i Cage decideix continuar en servei, preparat per una nova missió de vigilar els vigilants i preservar la llibertat.

## Repartiment
- Vin Diesel com a Xander Cage / xXx
- Donnie Yen com a Xiang / xXx
- Deepika Padukone com a Serena Unger
- Kris Wu com a Harvard "Nicks" Zhou
- Ruby Rose com a Adele Wolff
- Tony Jaa com a Talon
- Nina Dobrev com a Rebecca "Becky" Clearidge
- Samuel L. Jackson com a agent de l'NSA Augustus Eugene Gibbons
- Toni Collette com a agent de la CIA Jane Marke
- Nicky Jam com a Lazarus
- Rory McCann com a Tennyson "The Torch"
- Al Sapienza com a director de la CIA Anderson
- Michael Bisping com a Hawk
- Ariadna Gutiérrez com a Gina Roff
- Hermione Corfield com a Ainsley
- Tony Gonzalez com a Paul Donovan[4]
- Ice Cube com a Darius Stone / xXx
- Shawn Roberts com a Jonas
- Daniel Kash com a cap d'espies russos
- Neymar Jr. com a ell mateix / xXx[5]
- Andrey Ivenchko com a Red Erik

Dani Lightningbolt, Nina Buitrago, Roberta Mancino, Chad Kerley, T. J. Rogers i Nyjah Huston hi apareixen interpretant-se a ells mateixos. Ileana Lazariuc, Karima Adebibe i Jill de Jong hi consten com a Party Girls.

## Producció

### Desenvolupament
Encara que presumptament es va fer morir el personatge de Xander Cage per justificar-ne l'absència a la segona pel·lícula de la sèrie, Vin Diesel va anunciar el 2006 que hi tornaria com a Xander Cage en una seqüela titulada xXx: The Return of Xander Cage. En un principi, no hi havia de tornar només Diesel sinó també el director de xXx, Rob Cohen. Diesel va dir que l'estil i la música també serien similars, amb més de les coses que volen els fans, un èmfasi en les acrobàcies extremes i una banda sonora de heavy metal; s'estava parlant amb Joe Roth perquè la produís. Segons Cohen, va contactar amb Sony, i "ara estem escrivint un guió amb els nois que van escriure Terminator 3: Rise of the Machines i Terminator Salvation. Així que farem un altre xXx amb Xander Cage. L'accelerarem una mica i farem tornar l'esportista extrem que contracten com a espia". El 10 de juny del 2009, Cohen va deixar de produir-la per dirigir la pel·lícula d'acció Medieval. El 29 d'agost del 2009, SlashFilm va anunciar que el director seria Ericson Core i que es començaria a produir al principi del 2010.
L'abril del 2010 es va revelar que el finançament vindria de Paramount Pictures en lloc de Sony, i que també es gravaria en 3D. Mentrestant, Rob Cohen hi havia tornat com a director. La produiria Vin Diesel, entre d'altres, i Gloria S. Borders, Scott Hemming, Ric Kidney i Vince Totino farien de productors executius.

### Rodatge i càsting
El gener del 2014, Vin Diesel va confirmar que estava treballant en una seqüela titulada provisionalment xXx: The Return of Xander Cage (finalment, el "The" cauria del títol). El 23 d'agost del 2015, va anunciar al seu perfil d'Instagram: "Mentre gravava xXx, els nois de l'equip de gravació em deien Air Diesel... Ha arribat el moment de tornar. Comencem a rodar el desembre a les Filipines. #ILiveForThisShit...". El 10 d'octubre del 2015, es va informar que D. J. Caruso dirigiria la pel·lícula. Diesel va anunciar que el lluitador de la UFC Conor McGregor hi tindria un paper i que Samuel L. Jackson reprendria el paper de Gibbons. Tanmateix, l'abril del 2016 es va publicar que McGregor havia deixat el paper previst per centrar-se en l'entrenament i la UFC; el va substituir Michael Bisping. L'1 de gener del 2016, Twitch va informar que Tony Jaa, Jet Li i Deepika Padukone hi tindrien papers. La setmana següent, s'hi van afegir Nina Dobrev i Ruby Rose. Dobrev interpretaria una tècnica enginyosa i sarcàstica, Padukone una caçadora que resulta ser una antiga amant de Cage, i Rose una franctiradora. Es va confirmar que Andrey Ivchenko seria un altre dels grans dolents amb qui s'enfronta el protagonista, donat que ja s'havia anunciat que Jet Li hi participaria com a potencial adversari. La pel·lícula es va començar a rodar al final del gener del 2016 amb localitzacions al Canadà (Toronto i Hamilton, Ontario), la República Dominicana i les Filipines.
Es va rumorejar que Ice Cube, que havia interpretat Darius Stone, el protagonista de la segona pel·lícula el 2005, reprendria el paper, cosa que es va confirmar el gener del 2017. El 6 de febrer del 2016, el director Caruso va revelar al seu compte de Twitter que Kris Wu s'havia unit al repartiment, i que interpretaria un personatge essencial. El 12 de febrer del 2016, es va saber que Jet Li havia deixat el projecte i havia estat substituït amb Donnie Yen en el paper d'antagonista principal, Xiang. El 3 de juny del 2016 es va revelar que el futbolista brasiler Neymar apareixeria a la pel·lícula.

## Banda sonora
Brian Tyler va compondre i escriure la banda sonora original de la pel·lícula junt amb Robert Lydecker. A més, la banda sonora contenia cançons i remescles de diversos artistes, com ara Kris Wu, Nicky Jam i Ice Cube, que apareixen a la pel·lícula.
Totes les cançons foren compostes per Brian Tyler i Robert Lydecker.
| 1.            | «xXx: The Return of Xander Cage»          | 4:05  |
| 2.            | «Xander Cage...Live and In Concert»       | 1:55  |
| 3.            | «I Live for This $#!%»                    | 4:15  |
| 4.            | «Windfall»                                | 2:22  |
| 5.            | «Carte Blanche»                           | 3:00  |
| 6.            | «Launched»                                | 4:08  |
| 7.            | «The Last Greatest Adventure»             | 5:38  |
| 8.            | «Pandora's Box»                           | 2:58  |
| 9.            | «Rock, Paper, Scissors, Grenade Launcher» | 2:18  |
| 10.           | «A New Ride»                              | 2:42  |
| 11.           | «Tattoos and Triangulation»               | 3:35  |
| 12.           | «Evolution»                               | 5:42  |
| 13.           | «Wave Riders»                             | 3:45  |
| 14.           | «Twenty Two and a Half»                   | 3:05  |
| 15.           | «Battle of the X's»                       | 5:33  |
| 16.           | «Not So Special Forces»                   | 2:42  |
| 17.           | «Besting the Best of the Best»            | 3:50  |
| 18.           | «Read Between The Lines»                  | 2:28  |
| 19.           | «xXx Incorporated»                        | 2:40  |
| 20.           | «Xero Gravity»                            | 2:38  |
| 21.           | «Brotherhood»                             | 1:35  |
| Durada total: | Durada total:                             | 70:56 |

xXx: Return of Xander Cage (altres cançons que hi apareixen)
| 1.  | «In My Foreign»             | The Americanos amb Ty Dolla Sign, Lil Yachty, Nicky Jam i French Montana | 3:38 |
| 2.  | «All the Way Up (remescla)» | Fat Joe, Remy Ma i David Guetta                                          | 3:31 |
| 3.  | «Divebomb»                  | Madsonik i KILL THE NOISE amb Tom Morello                                | 3:33 |
| 4.  | «Anthem»                    | Alesso                                                                   | 5:17 |
| 5.  | «Gunshy»                    | ImanoS amb Pusha T i Karen Harding                                       | 3:54 |
| 6.  | «Mercy»                     | Bishop Briggs                                                            | 2:48 |
| 7.  | «Burning Man»               | watt amb Post Malone                                                     | 3:17 |
| 8.  | «Blood in the Cut»          | K. Flay                                                                  | 3:08 |
| 9.  | «Juice»                     | Kris Wu                                                                  | 3:10 |
| 10. | «Take it to the Top»        | Madsonik                                                                 | 3:53 |
| 11. | «Thank God»                 | Ice Cube                                                                 | 5:16 |

## Llançament
La pel·lícula es va estrenar a la Ciutat de Mèxic, el 5 de gener del 2017, i Paramount Pictures la va llançar als Estats Units el 20 de gener.

### Recaptació
xXx: Return of Xander Cage va recaptar 44,9 milions de dòlars als Estats Units i el Canadà, i 301,4 milions en altres territoris: un total mundial de 346,3 milions, davant d'una despesa de producció de 85 milions.
A Nord-amèrica, es va llançar junt amb Split, The Founder, The Resurrection of Gavin Stone i la distribució expandida de 20th Century Women, i s'esperava que recaptés entre 16 i 20 milions de dòlars de 3.651 cinemes durant el primer cap de setmana. La pel·lícula va aconseguir 1,2 milions de dòlars en el primer dia de l'espectador a 2.536 cinemes. Amb els 20 milions que va acabar recaptant, va arribar a quedar segona, darrere de Split (40,2 milions), i va ser la segona millor estrena de la franquícia xXx. A tot el món, va tenir un primer cap de setmana de 70,5 milions de dòlars, propers al 71,1 de la recaptació total de XXX: State of the Union.
A la Xina, Paramount va concentrar l'activitat de màrqueting en Donnie Yen: va col·locar-lo al primer pla d'alguns cartells de cinema davant de Vin Diesel i va distribuir a la xarxa social Weibo, molt popular a la Xina, vídeos i entrevistes de l'actuació de Yen. Els esforços de Paramount van donar molt bon resultat a la Xina. La pel·lícula va quedar la primera en el primer cap de setmana, amb 61,9 milions de dòlars, i en només sis dies va passar dels 100 milions, dels quals 22,2 milions van venir del dia de Sant Valentí, després que les crítiques favorables a la interpretació de Donnie Yen s'expandissin per les xarxes socials. A part de Donnie Yen, també es va atribuir l'èxit de la pel·lícula al màrquiting centrat en el mitjà digital. La popularitat de Kris Wu també va ser un factor clau, i el videoclip de la seva cançó que està inclòs a la banda sonora va acumular 40 milions de visualitzacions abans del llançament de la pel·lícula a la Xina. Va ser, junt amb Terminator Genisys i Warcraft, l'única pel·lícula de Hollywood a recaptar 100 milions de dòlars a la Xina però no als Estats Units.

### Crítiques
A l'agregador de recensions Rotten Tomatoes, la pel·lícula té una valoració del 43% basada en 112 recensions, i una valoració mitjana de 4,8/10. El consens crític del lloc diu: "xXx: Return of Xander Cage hauria de satisfer els fans de les dues primeres pel·lícules, però l'abundància d'escenes costoses no arriben a compensar un argument gastat que no aconsegueix portar la franquícia –ni els fans de l'acció– a llocs nous". A Metacritic, que assigna valoracions normalitzades, la pel·lícula té un 42 de 100, basat en 25 crítics, cosa que indica una "valoració diversa o mediocre". A CinemaScore, l'audiència li va posar una nota mitjana de "A-" en una escala de A+ a F (equivalent a un 9 sobre 10).
Andrew Lapin de Uproxx en va fer una recensió negativa: "Es pot fer una defensa intel·lectual de la franquícia de Fast & Furious, amb els seus repartiments variats, arguments operístics i caricatures d'escenes costoses que sovint semblen muntades per un nen amb joguines de Hot Wheels. Però xXx apunta molt més baix, i només pretén ser comercial, no enginyosa. La sèrie ja no vol imitar James Bond, en no tenir un dispositiu o un dolent decents i en destacar sovint els secundaris a costa del mateix Xander".

### Vídeo domèstic
xXx: Return of Xander Cage es va llançar per distribució digital el 2 de maig del 2017 i per Blu-ray i DVD el 16 del mateix mes.

## Nominacions i premis
| Premi                   | Data de cerimònia | Categoria                    | Guanyadors i nominats           | Resultat | Ref.   |
| ----------------------- | ----------------- | ---------------------------- | ------------------------------- | -------- | ------ |
| Teen Choice Awards 2017 | 13 agost 2017     | Pel·lícula d'acció           | DJ Caruso, Joe Roth, Vin Diesel | Pendent  | [ 42 ] |
| Teen Choice Awards 2017 | 13 agost 2017     | Actor de pel·lícula d'acció  | Vin Diesel                      | Pendent  | [ 42 ] |
| Teen Choice Awards 2017 | 13 agost 2017     | Actriu de pel·lícula d'acció | Deepika Padukone                | Pendent  | [ 42 ] |
| Teen Choice Awards 2017 | 13 agost 2017     | Actriu de pel·lícula d'acció | Ruby Rose                       | Pendent  | [ 42 ] |
| Teen Choice Awards 2017 | 13 agost 2017     | Actriu de pel·lícula d'acció | Nina Dobrev                     | Pendent  | [ 42 ] |

## Seqüela
En una entrevista amb Variety publicada el gener del 2017, Diesel va explicar que Paramount ja s'havia posat en contacte amb ell sobre fer una quarta pel·lícula, fins al punt de demanar-li si ell i altres membres del repartiment estarien disposats a posar-s'hi a treballar el maig.